# Przemysław Gwoździowski
Przemysław Gwoździowski (ur. 15 stycznia 1936 w Wieliczce, zm. 23 września 2005 w Krakowie) – polski artysta muzyk; saksofonista, kompozytor i aranżer jazzowy.

## Życiorys
Studiował na Wyższej Szkole Wychowania Fizycznego w Krakowie. Od połowy lat 50. grał w krakowskich zespołach jazzowych. W 1960 został kierownikiem muzycznym zespołu Czerwono-Czarni. W latach 70. występował w Asocjacji Hagaw. W 1979 r. rozpoczął współpracę z krakowskim zespołem swingowym Playing Family, z którym zdobył pierwszą nagrodę na festiwalu Breda '79. Następnie prowadził założone przez siebie combo jazzowe – Axis. Później nawiązał długoletnią współpracę z amerykańskim pianistą Bobem Longiem, w którego zespole występował pod pseudonimem Premo Preston. Był też cenionym muzykiem sesyjnym. Zmarł 23 września 2005. Pośmiertnie został odznaczony Złotym Helikonem Polskiego Stowarzyszenia Jazzowego w trakcie 50. festiwalu Krakowskie Zaduszki Jazzowe.